# 里克·霍尼普韦拉
里克·霍尼普韦拉（英語：Rick Houenipwela；1958年8月8日—），昵称里克·豪（英語：Rick Hou），是所罗门群岛的政治人物、前任所罗门群岛总理。

## 政治生涯
2017年11月，所罗门群岛国民议会通过针对时任总理梅纳西·索加瓦雷的不信任案，并选举里克·霍尼普韦拉为新一任的总理。
2019年4月，所罗门群岛国民议会大选，前总理梅纳西·索加瓦雷率领的政党赢得大选，并再次出任总理一职，里克·霍尼普韦拉下台。